# Talara
Talara é uma cidade do Peru, situada na região de Piura. Capital da província homônima, sua população em 2017 foi estimada em 91.444 habitantes.